# Jeff Wilson

a Compétitions nationales et continentales officielles uniquement.

b Matchs officiels uniquement.
Jeffrey William Wilson dit « Jeff Wilson », né le 24 octobre 1973 à Invercargill, est un ancien joueur de rugby et de cricket néo-zélandais, évoluant au poste d'arrière ou d'ailier (1,84 m pour 96 kg).
Sportif naturellement doué, il a été international néo-zélandais dans deux sports, le rugby et le cricket. Mais c'était également un basketteur réputé et il a été champion national d'athlétisme en scolaire.
Les saisons décalées du cricket et du rugby lui permettent de pratiquer les deux sports jusqu'à la création du Super 12 en 1996, année où il choisit de privilégier le rugby. D'abord international de cricket contre l'Australie lors de la saison 1992-93, il rejouera de nouveau au cricket après la fin de sa carrière de joueur de rugby, jouant toujours pour sa province d'Otago et obtenant sa dernière sélection en mars 2005.

## Rugby

### Carrière
Ses débuts internationaux en rugby lors de la tournée d'automne des Blacks dans l'hémisphère nord lui font découvrir les deux facettes de la célébrité: porté aux nues pour ses trois essais lors de son premier match contre les Écossais, il essuie ensuite les critiques pour son mauvais taux de réussite, 5 échec sur 8 tentatives, lors de la défaite contre les Anglais après avoir été désigné buteur en remplacement du buteur titulaire blessé.
L'année suivante, il ne rejoue qu'une fois avec les Blacks, contre les Wallabies pour une nouvelle défaite avec en prime la perte de la Bledisloe Cup. Il fait partie de l'équipe des Blacks qui jouent la Coupe du monde de rugby 1995, et sera le joueur qui souffrira le plus de l'intoxication alimentaire qui touchera les Blacks la semaine précédant la finale.
1996 est une grande année pour le rugby néo-zélandais et pour Wilson en particulier. Les Blacks remportent le premier Tri-nations, remportant leurs quatre matchs, puis remportent également la première victoire dans une série lors d'une tournée en Afrique du Sud. Wilson y contribue en marquant 5 essais lors des tests de l'année 1995. Puis lors de l'année 1997, les Blacks remportent 11 tests consécutifs, dont une nouvelle victoire dans le Tri-nations et terminent leur tournée au Royaume-Uni par un nul contre les Anglais à Twickenham.
Malheureusement l'année suivante ne présente pas le même bilan: défaite dans tous les matchs du tri-nations et perte de la série de Bledisloe Cup par un trois à zéro. L'année 1999 commence mieux : ils récupèrent le tri nations mais lors de la Coupe du monde de rugby 1999, ils échouent en demi-finale contre les français.
Après la fin de la saison 2000 de Super 12, il décide de faire une pause avec le rugby. Il venait de jouer 41 matchs consécutifs avec les Blacks depuis 1996.
Il revient chez les Blacks lors de la saison 2001, mais en 2002, après une bonne saison de Super 12 avec les Otago Highlanders, il annonce sa retraite internationale à 28 ans. Il explique son retrait par sa volonté de se consacrer au cricket, sport qu'il avait mis de côté depuis 1996.
À son arrêt, il détenait, avec 44 essais, le record d'essai marqué par un joueur néo-zélandais, record qu'il avait pris à John Kirwan et qui lui sera ensuite pris par Christian Cullen.
Ce joueur donnait l'impression de baigner dans la facilité et de voir se couronner de succès tout ce qu'il entreprenait (d'où son surnom de « Goldie »). Inventif et créateur, tout autant que redoutable finisseur, quittant plus souvent qu'à son tour le registre habituel de l'ailier, il savait porter le danger aux quatre coins du terrain de sa foulée chaloupée et nonchalante que rien ne semblait devoir perturber. Ses passages à l'arrière (poste qu'il occupait souvent en province) n'ont toutefois pas été à la hauteur de sa réputation, son placement défensif laissant à désirer.

### Clubs
- Otago en championnat des provinces néo-zélandais ( NPC )
- Otago Highlanders dans le Super 12

### Statistiques
De 1993 à 2001, Justin Marshall compte 60 sélections avec les All-Blacks, inscrivant 234 points. Avec les Kiwis, il dispute deux Coupe du monde en 1995 et 1999. Il participe à cinq éditions du Tri-nations en 1996, 1997, 1998, 1999 et 2001.

### Palmarès

#### En club
- 72 matchs de Super 12 avec les Highlanders
- 35 essais dans le Super 12

#### En équipe nationale
- Finale de la Coupe du monde de rugby 1995
- Vainqueur du Tri-nations: 1996, 1997 et 1999
- 60 sélections avec les Blacks entre 1993 et 2001
- 234 points (44 essais, 1 transformation, 3 pénalités, 1 drop)

- Nombre de sélections par année : 2 en 1993, 1 en 1994, 10 en 1995, 10 en 1996, 12 en 1997, 7 en 1998, 12 en 1999, 6 en 2001

- Participation à la Coupe du monde de rugby : 1995 (5 matchs disputés, 5 comme titulaire), 1999 (6 matchs disputés, 6 comme titulaire).

## Cricket

### Principales équipes
- Otago
  - First-class cricket : 1991-92 - 1996-97, 2002-03 - 2004-05
  - List A cricket : 1991-92 - 1996-97, 2002-03 - 2005-06

### Palmarès

#### En équipe nationale
- 6 sélections en ODI de 1993 à 2005
- 1 sélection en Twenty20 International en 2005